# Friedhof am Perlacher Forst

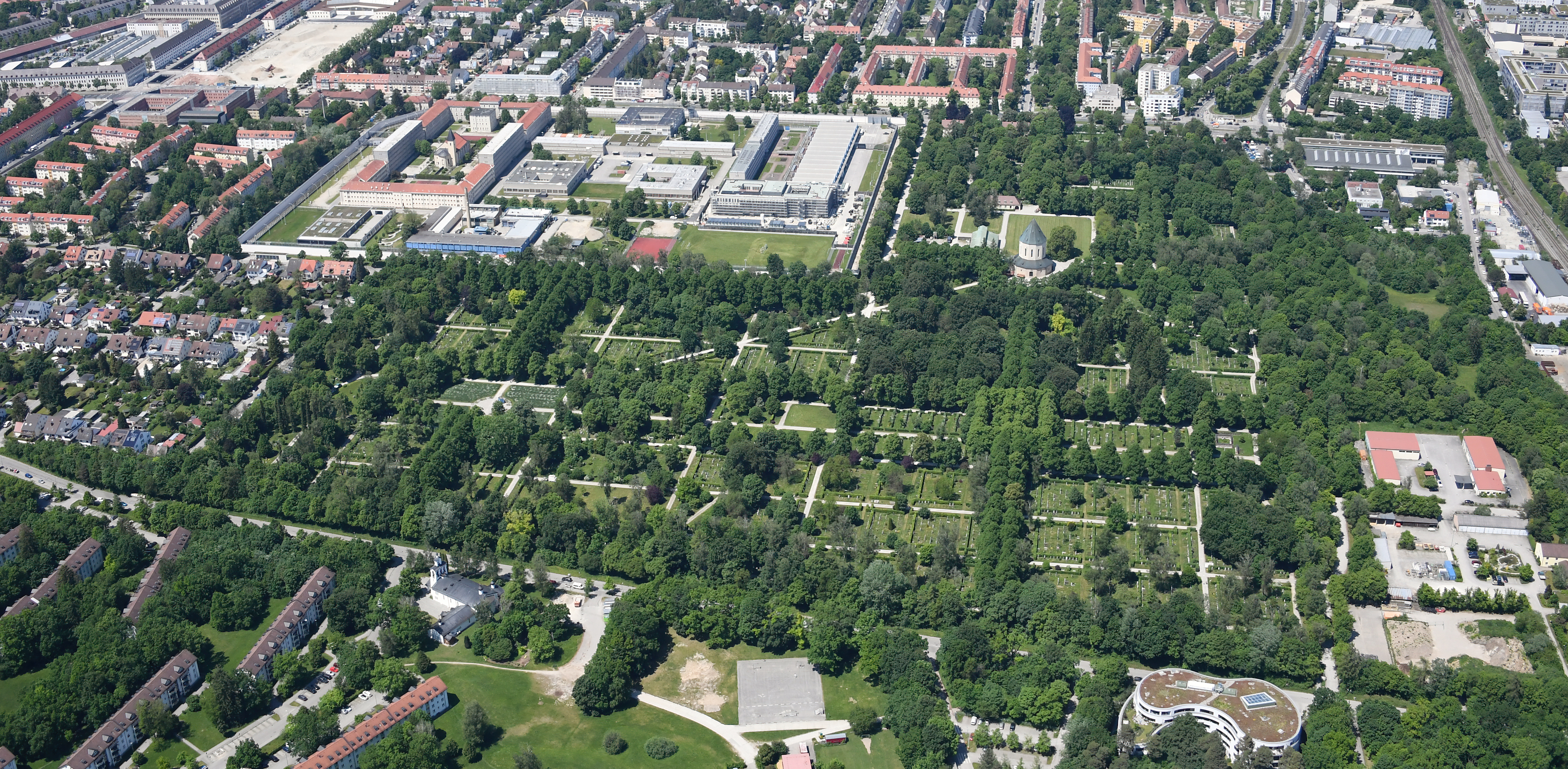
Der Friedhof am Perlacher Forst, von Südosten aus der Luft gesehen. Links oben die Justizvollzugsanstalt München.

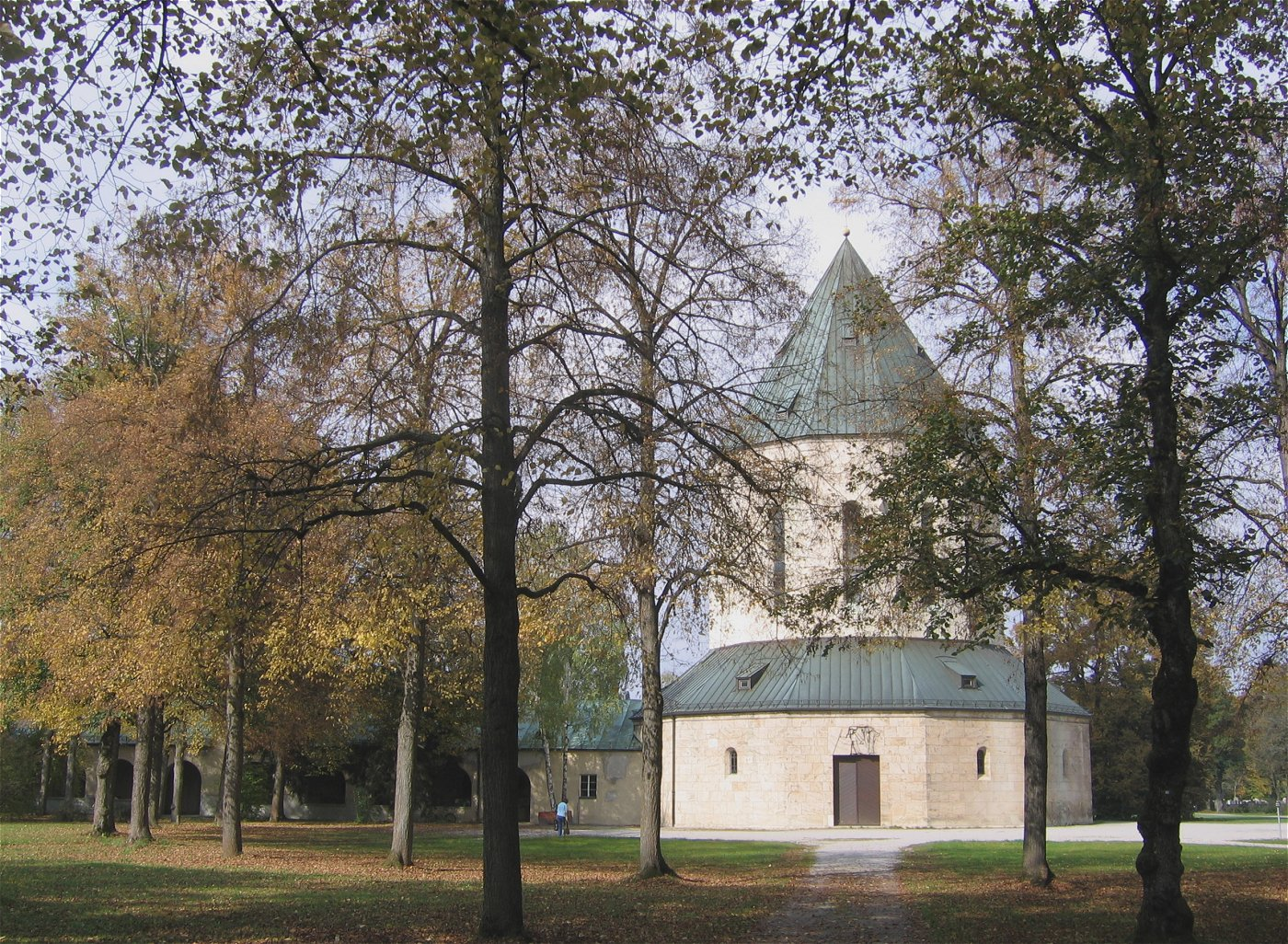
Die zwölfeckige Trauerhalle aus hellem Tuffstein, Höhe 35 Meter

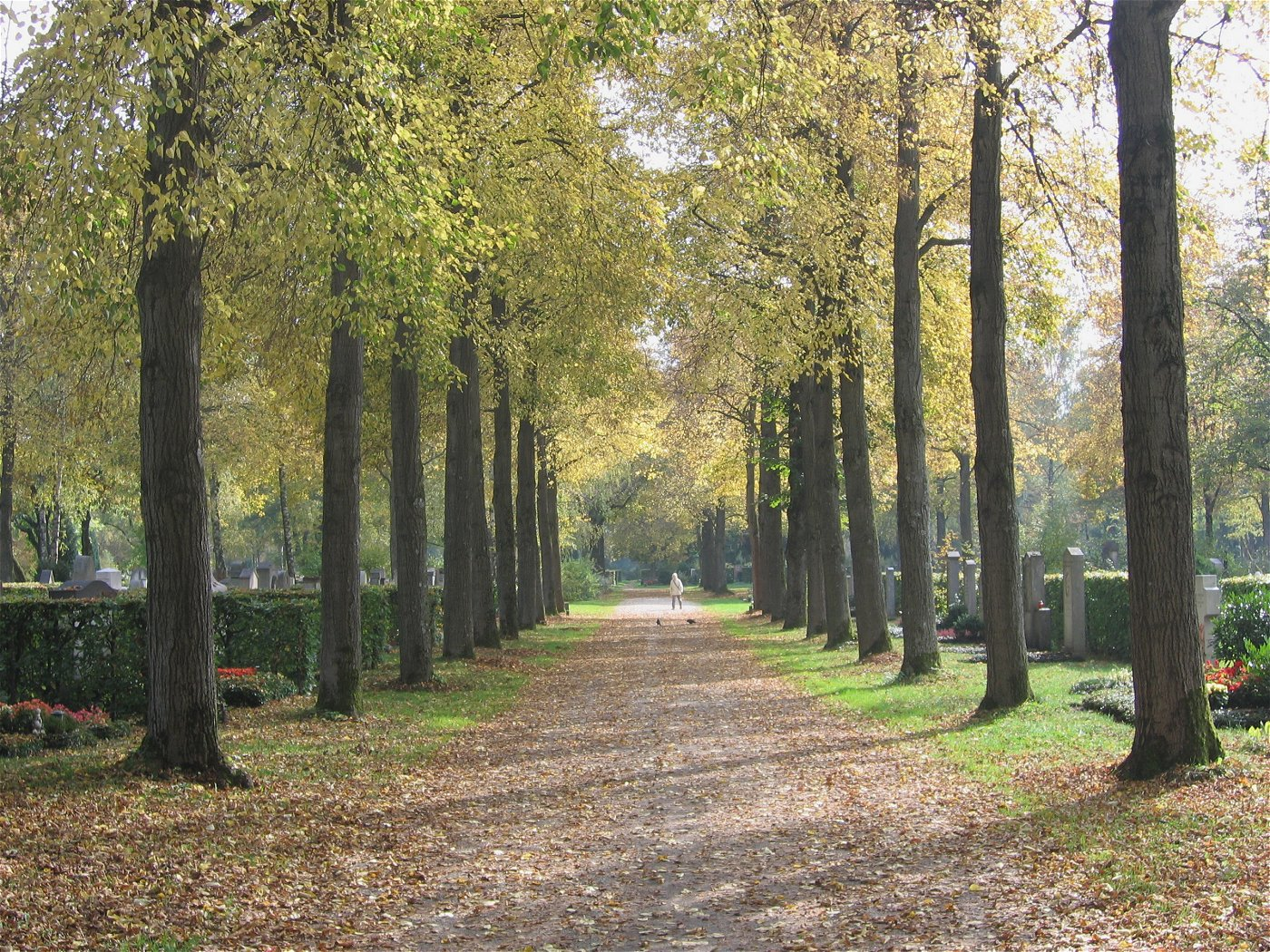
Allee im Friedhof am Perlacher Forst

Der Friedhof am Perlacher Forst ist einer von 28 städtischen Friedhöfen der Stadt München – nicht zu verwechseln mit dem Friedhof Perlach. Er befindet sich an der Stadelheimer Straße im Stadtteil Obergiesing (⊙).

## Beschreibung
Auf dem Friedhof gibt es neben circa 27.000 Grabplätzen zwei Ehrenhaine für KZ-Opfer. Es gibt Kriegsgräber polnischer Soldaten der NSZ und ein Feld mit Gräbern so genannter Displaced Persons aus der Nachkriegszeit, darunter viele ehemalige Zwangsarbeiter.
In der Grabanlage für die Displaced Persons sind 1129 Tote aus zwölf Nationen bestattet. Dort befindet sich ein 1960 vom Münchner Bildhauer Konstantin Frick geschaffenes Mahnmal.

## Geschichte
Der Friedhof wurde vom Stadtbaurat Hermann Leitenstorfer geplant und 1931 für Bestattungen freigegeben. Anfang Juli 1934 wurden auch die während der „Röhm-Affäre“ vom NS-Regime Hingerichteten der Strafanstalt Stadelheim, an die der Friedhof angrenzt, auf dem Friedhof begraben, bevor sie unter strenger Geheimhaltung am 21. Juli 1934 im Krematorium am Münchner Ostfriedhof eingeäschert wurden. Die Grabanlage für die Displaced Persons wurde 1960 angelegt. Dazu wurden auf anderen Münchner Friedhöfen bestattete ehemalige Zwangsarbeiter umgebettet.

## Gräber von Persönlichkeiten
- Irmtraud von Andrian-Werburg (1943–2019), Historikerin
- Ludwig Friedrich Barthel (1898–1962), Lyriker und Oberarchivrat
- Elyesa Bazna (1904–1970), Spion des Reichssicherheitshauptamtes, Deckname „Cicero“
- Franz Beckenbauer (1945–2024), Fußballspieler, -trainer und -funktionär
- Stephan Beckenbauer (1968–2015), Fußballspieler und -trainer
- Hubert Dolleschel (1876–1938), Erster Vorsitzender des AWO-Ortsvereins München, Initiator des ersten Münchner Lehrlingsheims in Haidhausen[6]
- Karl Forster (1928–1981), Theologe, Gründungsdirektor der Katholischen Akademie in Bayern, Professor für Pastoraltheologie
- Berta Haeusler (1892–1961), Modedesignerin[6]
- Hans Hartwimmer (1902–1944), deutscher Widerstandskämpfer zur Zeit des Nationalsozialismus
- Wilhelm von Hebra (1885–1944), österreichischer Monarchist und Widerstandskämpfer gegen den Nationalsozialismus
- Wilhelm Hoegner (1887–1980), „Vater“ der Bayerischen Verfassung, bayerischer Ministerpräsident, Ehrenbürger der Landeshauptstadt München
- Walter Holten (1897–1972), deutscher Schauspieler
- Werner Jacobs (1909–1999), deutscher Filmregisseur und -editor
- Peter Paul (1911–1985), deutscher Schauspieler
- Victor Pichlmayr (1927–2012), deutscher Physik- und Chemiemoderator des Telekolleg
- Helmut Rothemund (1929–2004), deutscher Politiker und Vorsitzender der Bayern-SPD
- Toni Trepte (1909–1981), Maler, Grafiker, Bildhauer und Schriftsteller
- Astrid Varnay (1918–2006), Opernsängerin
- Adolf Ziegler (1899–1985), deutscher Schauspieler

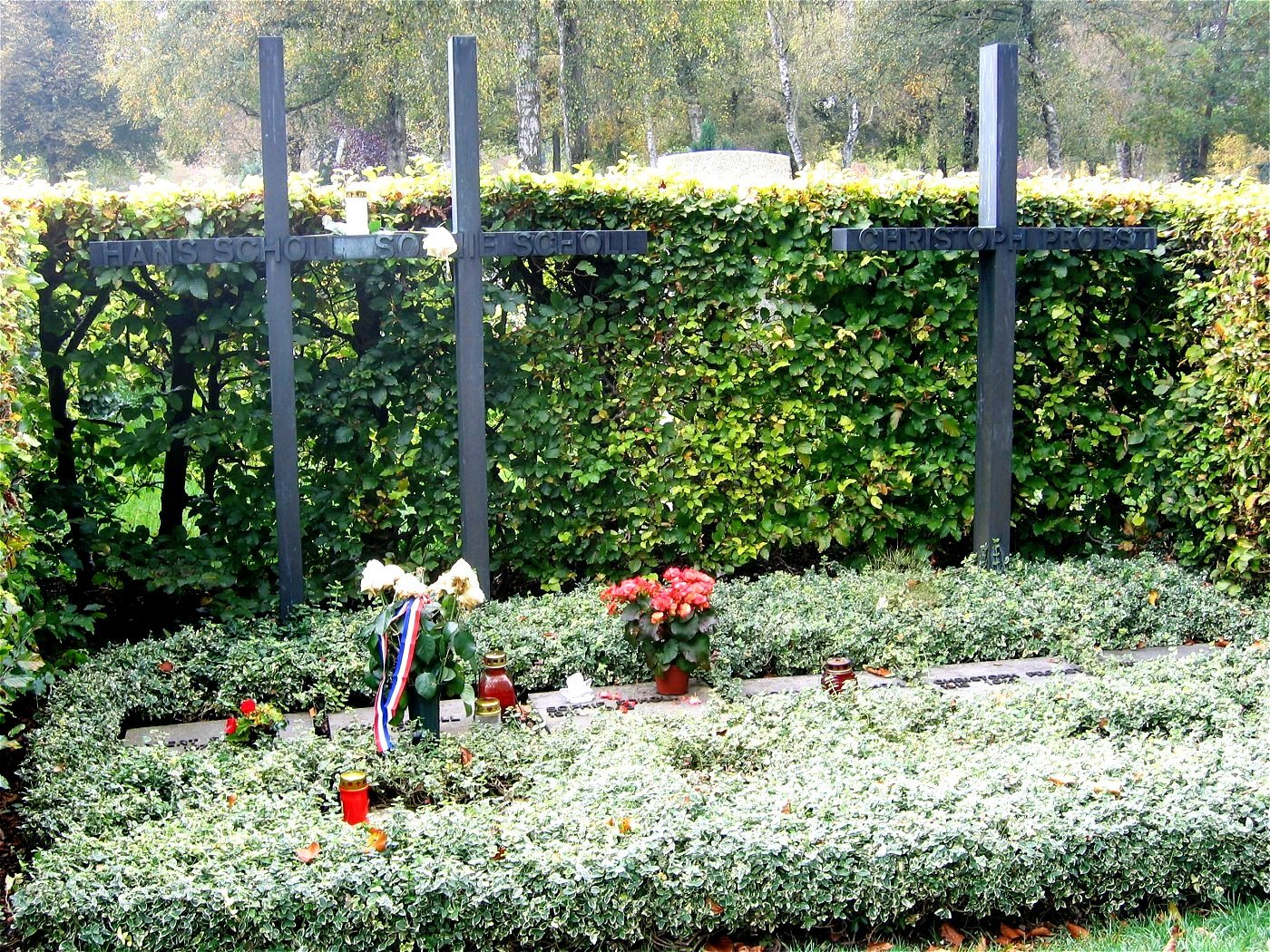
Grab von Sophie und Hans Scholl und Christoph Probst

Mitglieder und Sympathisanten der Widerstandsgruppe Weiße Rose:
- Hans Scholl (1918–1943): Grabstätte 73-1-18
- Sophie Scholl (1921–1943): Grabstätte 73-1-18
- Christoph Probst (1919–1943): Grabstätte 73-1-18
- Alexander Schmorell (1917–1943): Grabstätte 76-1-26
- Hans Leipelt (1921–1945): anonymes Grab im Ehrenhain
- Marie-Luise Schultze-Jahn (1918–2010)
- Harald Dohrn (1885–1945), Sympathisant der Weißen Rose: Grabstätte 77-1-115
- Hans Quecke (1901–1945), Sympathisant der Weißen Rose: Grabstätte 77-1-116

Aus dem KZ Dachau wurden Urnen von verstorbenen Häftlingen im Ehrenhain bestattet, darunter sieben selig gesprochene polnische Märtyrer aus der Gruppe der 108 seligen polnischen Märtyrer, Opfer des Nationalsozialismus im Zweiten Weltkrieg:
- Ludwik Roch Gietyngier (1904–1941)[7]
- Stefan Grelewski (1898–1941)[8]
- Stanisław Kubski (1876–1942)[9]
- Emil Szramek (1887–1943)[10]
- Narcyz Turchan (1879–1942)[11]
- Michał Woźniak (1875–1942)[12]
- Antoni Zawistowski (1882–1942)[13]